# Antonia (Kartoffel)
Antonia ist eine deutsche Speisekartoffel. Sie wurde 2008 von der Saatzucht Berding aus Petersgroden aus den Sorten Allians und Belana gezüchtet.
Die Kartoffeln werden von EUROPLANT vertrieben.

## Beschreibung
Antonia hat eine rotviolette Blütenfarbe, die Knollen sind oval, die Schale glatt bis benetzt und gelb, sie hat flache Augen.
Die Fleischfarbe der Knolle ist gelb und verfärbt sich nicht nach dem Kochen.
Sie ist mittelfrüh, festkochend und gut geeignet für Kartoffelsalat, Brat- und Pellkartoffeln.
Im Deutschen Bundessortenamt ist die Sorte gelistet mit der Kenn-Nummer K 3701.

## Anbau und Lagerung
Antonia benötigt mittlere bis bessere Böden mit gleichmäßiger Wasser- und Nährstoffversorgung. Sie besitzt eine gute Keimruhe, reagiert aber empfindlich auf Keimbruch. Ein Temperaturstoß einige Tage vor dem Pflanzen ist förderlich. Eine Beizung gegen Rhizoctonia wird empfohlen.
Bei der Ernte gibt es einen hohen Ertrag mit hoher Knollenanzahl.
Die Lagerung ist bis zum Ende des Frühjahres möglich.

## Resistenzen und Anfälligkeiten
Antonia ist resistent gegen die Nematoden Ro1 und Ro4, hat aber keine Resistenz gegen Kartoffelkrebs.
Die Anfälligkeit für das Y-Virus und Schwarzfleckigkeit ist sehr gering, für Eisenfleckigkeit, Knollenfäule und Schwarzbeinigkeit gering, mittel für Krautfäule, Schorf und Wipfelroller und hoch für das Blattrollvirus.